# Charles Ernest Beulé
Charles-Ernest Beulé, né le 29 juin 1826 à Saumur et mort le 4 avril 1874 à Paris 6e, est un archéologue et homme politique français.

## Biographie

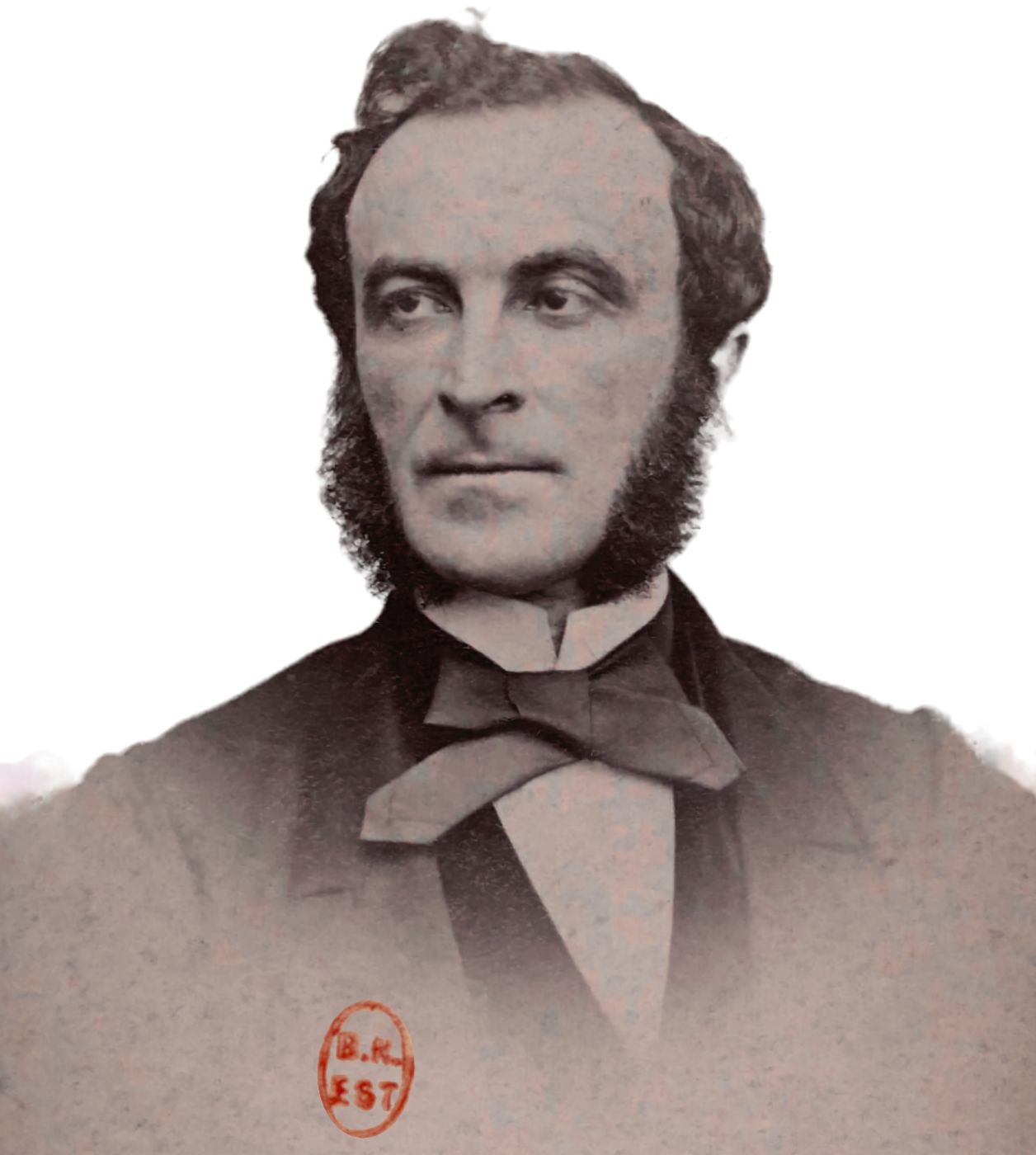
Portrait photographique de Charles Reutlinger.

Après avoir fait toutes ses études au collège Rollin, Beulé entra à l’École normale en 1845. Sorti en 1848, second agrégé des lettres, il fut envoyé en première, à Moulins, où il ne resta qu’une année, car l’École d’Athènes, récemment fondée, lui ouvrit ses portes.
Dans les premiers jours de novembre 1849, il s’embarqua pour la Grèce en passant par l’Italie, où la vue de Rome le jeta dans une sorte de stupeur : « Depuis huit jours, écrivait-il, je suis comme un homme ivre, qui ne se rend pas trop compte ni de ce qu’il fait, ni de ce qu’il voit. On se sent à la fois étourdi et écrasé par tant de grandeur, si nouvelle pour nous, pauvres écoliers échappés. Rome a surpassé l’idée que je m’en faisais. » Naples, la Grèce, Athènes, où il retrouva des amis, des loisirs, un beau ciel, la possibilité de se livrer aux études qui avaient été le rêve de sa vie, ne lui causèrent pas un moindre ravissement.
Sa santé, jusque-là si robuste, ressentit néanmoins bientôt l’influence pernicieuse du climat athénien : « J’ai expié chèrement, écrivait-il, une année de liberté, de voyages, d’émotions ; ces quatre mois ont été pour moi quatre mois de souffrances, de dépérissement ; je sais maintenant ce que sont les fièvres d’Orient. D’abord, j’ai fui l’air empesté d’Athènes, dans les iles de l’Archipel, à Smyrne, à Constantinople, au bord de la mer Noire ; mais le mal était dans mes veines et avait pénétré jusqu’à la moelle des os ; je suis revenu épuisé, et voici trois mois que je ne quitte plus le lit ou la chambre,. »
Obligé d’aller chercher le retour à la santé sous un climat plus clément, il fut autorisé à partir pour l’Italie, à la condition d’en rapporter les matériaux d’un travail destiné à l’Institut. Il trouva hospitalité à la villa Médicis, où séjournaient alors Baudry et Garnier : « Je suis pensionnaire de l’Académie de France, tout comme si j’avais eu le grand prix de sculpture ou de peinture. Tu comprends quelle porte j’ai ouverte là pour l’École d’Athènes. J’ai trouvé à l’Académie d’excellents camarades, dont le commerce a été pour moi aussi instructif qu’agréable ; je les retrouverai quelque jour, et certains, j’en suis sûr, avec un nom dans les arts,. »
Prévoyant de passer, au mois d’octobre, en Sicile, pour y effectuer un voyage aussi complet que possible afin d’y puiser les matériaux d’un grand mémoire, il prit, alors qu’il se trouvait à Naples, connaissance, dans un journal, du programme des questions proposées par l’Académie des inscriptions et belles-lettres aux membres de l’École d’Athènes. La Sicile étant entièrement absente de ce programme, il eut le chagrin de devoir renoncer à son projet : « Me voilà forcé de revenir à Athènes et de traiter une question difficile, que depuis deux ans l’Institut met dans son programme : L’Acropole d’Athènes avec ses temples, ses chefs-d’œuvre de toute sorte, ses problèmes d’art et d’histoire. C’est d’une longueur effrayante et bien au dessus de mes forces. Mais je n’ai pas le choix. Ces messieurs de l’Institut, et surtout l’excellent M. Guigniaut, à qui je dois tant, ont été pour nous tous d’une bienveillance extrême ; nous sommes donc forcés, ne fut-ce que par reconnaissance, de suivre la ligne qu’ils nous tracent,. »
Retourné dans ces dispositions d’esprit à Athènes, Beulé a fait, à partir du 1er décembre 1851, le récit détaillé de ses travaux, dans l’ouvrage publié sous le titre de Journal de mes fouilles. Le 4 mai 1852, il fait la découverte qui devait commencer sa fortune archéologique, en remettant, après tant de siècles, l’Escalier des Propylées et la porte Beulé à la lumière, importante découverte exagérée à dessein par les uns, contestée par les autres, qui donna lieu à des luttes ardentes et passionnées, alors même que les résultats en étaient mis en lumière dans le livre L’Acropole d’Athènes.

Au milieu de ces découvertes, les conditions de travail ne cessaient d’être fort difficiles : 

« Un de nous est mort de la fièvre, et c’est précisément le neveu de l’homme auquel je dois le plus, de l’ami dévoué de notre École, de M. Guigniaut. L’an dernier Vincent succombait ; aujourd’hui, c’est Guigniaut qui repose dans le petit cimetière des bords de l’Ilissus. De six que nous étions, deux sont morts en 15 mois ; les autres ont été plus ou moins secoués. Mézières qui, depuis dix-huit mois, ne peut se guérir de la fièvre, se levait à peine quand Guigniaut, malade depuis cet été, est tombé à son tour pour ne plus se relever. Voilà les fruits de notre séjour à Athènes, et de ces voyages assez durs que certains journaux traitent de facétieuses parties de plaisir… Et cependant, quelque mal que nous ait fait la Grèce, on aime tant sa nature et son ciel, que l’on se sent heureux rien que d’y respirer,. »

Trois mois plus tard, Beulé revint en France. En 1853, à la publication de ses deux volumes sur l’Acropole d’Athènes, il est reçu docteur. Il reçoit également, à cette occasion, la Légion d’honneur.
En 1854, il succéda, en dépit de son jeune âge, à Raoul Rochette à la chaire d’archéologie à la Bibliothèque impériale, où il dispensa, pendant dix-huit ans, à un public d’élite qui ne lui fit jamais défaut, fort apprécié : sa parole vive, claire, élégante sans recherche, familière sans trivialité, rendait accessibles, même aux profanes, les problèmes les plus ardus de l’archéologie.
En 1855, il publie ses Études sur le Péloponnèse, et, en 1858, son grand ouvrage sur les monnaies d’Athènes, sans compter de nombreux articles insérés dans la Gazette des beaux-arts, le Bulletin des Sociétés savantes et la Revue des deux Mondes. En 1859, il partit pour l’Afrique où il entreprit, à ses frais, des fouilles importantes sur l’emplacement des ports de Carthage, en particulier en dévoilant les absides qui portent son nom sur la colline de Byrsa. Il en publia les résultats en 1861, avec des dessins dus au crayon de sa compagne, Mme Beulé, qui avait voulu s’associer à ses travaux et à ses fatigues. Il rapporta de ce voyage de précieux matériaux, mais aussi des fièvres dont il ne put jamais se débarrasser.
À son retour, en février 1860, il fut nommé membre de l’Académie des inscriptions et belles-lettres, en remplacement de Lenormant, et, deux ans plus tard, il succéda à Halévy au poste de secrétaire perpétuel de l’Académie des Beaux-Arts. Ce fut pour lui un grand honneur, et en même temps une grande joie, qu’il ne chercha pas à dissimuler. Mais l’Académie ne pouvait, pour elle-même, mieux choisir que Beulé, que sa science des affaires, son habitude de la parole, ses connaissances profondes en peinture, en sculpture, en musique, en architecture, le rendaient éminemment propre à ces fonctions. Il soutint avec ardeur les droits de l’Académie lorsqu’ils furent atteints, en 1863, par la réorganisation de l’École des Beaux-arts. Il sacrifia tout à défendre, sans trêve ni relâche, les intérêts des jeunes artistes. Chaque année, il fit l’Éloge des membres éminents qu’elle avait perdus.
En 1864, il entre au Journal des savants, dont il sera, jusqu’à sa mort, un des écrivains les plus actifs et les plus distingués. En 1867, il créa, avec quelques amis dévoués des lettres, l’Association pour l’encouragement des études grecques dont son actif patronage et son incontestable autorité assurèrent le succès. Entré dans la vie politique après la Révolution de 1870, la Société internationale l’envoya, dès le mois d’aout, dans l’Ouest en lui déléguant tous ses pouvoirs. Il parcourut dans tous les sens, à ses frais, L’Anjou, la Vendée et la Bretagne qui lui avaient été confiées, supportant de rudes et continuelles fatigues, instituant dans les grandes villes quatorze comités semblables au comité de Paris, organisant partout des ambulances volantes ou sédentaires, préparant l’hospitalité nécessaire pour 12 000 blessés, le tout sans qu’il en coute un sou à l’État, avec les seules ressources des offrandes volontaires de la charité privée. Lorsque les désastres de l’armée de la Loire et de celle du Mans, les rigueurs de l’hiver triplèrent le nombre des victimes à secourir, et qu’il fallut monter des ambulances et un service médical pour les bataillons de mobiles et de mobilisés, et construire, aux gares, des hospices de passage, Beulé s’est consacré à cette tâche, avec un dévouement sans égal. La seule gare d’Angers, organisée par ses soins, reçut, pansa, nourrit, réchauffa plus de 15 000 hommes.
Lors des élections législatives à l’Assemblée nationale de 1871, les compatriotes de Beulé, voulant être représentés par lui après l’avoir vu à l’œuvre pendant six mois, l’ont envoyé à Bordeaux avec près de 102 000 voix sur 120 000 votants. Député de Maine-et-Loire à l’Assemblée, il prit place au centre droit et participa activement à ses travaux où son esprit organisateur, l’étendue de ses connaissances, sa compétence en tant de matières, rendirent ses services précieux à ses collègues. Deux fois rapporteur du Budget de l’Instruction publique, il se livra à d’éloquents en faveur de l’art et des artistes. Il trouvait encore moyen, en dépit de sa santé de plus en plus chancelante, de remonter, en dehors des travaux de l’Assemblée dans sa chaire d’Archéologie à l’Institut six mois de l’année.

Nommé ministre de l’Intérieur, le 24 mai 1873, il en sortit volontairement après six mois, le 26 novembre, et après un grand succès oratoire, la maladie du cœur qu’il avait contractée en Grèce ne lui laissant désormais plus que de courts intervalles de repos. Quelque temps après, il a été l’objet d’une manifestation, peu sympathique de la part de l’École des beaux-arts. Son collègue de l’Institut, Elme-Marie Caro, a rapporté le dernier entretien qu’il a eu avec lui, deux jours avant sa mort : « Rien assurément, dans la vigueur intacte de son style, dans la fermeté grave et vibrante de sa voix, n’avait pu nous donner de funestes pressentiments. Seules, quelques contractions de son visage, un peu d’abattement dans l’attitude, m’avaient vaguement inquiété. Je l’interrogeai ; il me répondit, avec ce calme élégant qui était un de ses traits, que chaque nuit ramenait d’atroces douleurs, mais, que le jour, il redevenait le plus fort, et que l’activité tuait la souffrance. Trente-six heures après, la mort était venue, emportant dans cette tombe prématurée des trésors d’érudition et d’art amassés heure par heure, de nobles exemples de travail et de volonté, un talent accompli, de vastes espoirs, l’orgueil et l’amour d’une famille heureuse par lui, la sympathie de tous ceux qui l’ont bien connu, et des amitiés inconsolables. » Lui qui avait écrit, dans Titus et sa dynastie, que 

« Le suicide, que nous réprouvons chez les particuliers, nous plait d’ordinaire dans la tragédie et dans l’histoire, précisément parce qu’il n’est plus dans nos mœurs. […] En réalité, le suicide était l’action la plus simple chez les Romains et la plus fréquente sous l’empire. Mépriser la mort était la leçon de tous les jours, se la donner une solution prévue, expirer en souriant une marque de bonne éducation. »

a choisi de partir comme les Anciens, en se donnant la mort, à son domicile de l’Institut, quai Conti. Au matin, son domestique étant entré dans sa chambre pour l’éveiller, l’a trouvé mort sur son lit. Il s’était frappé au cœur de deux coups de couteau. Décrit comme « Cachant le cœur le plus généreux et le plus dévoué sous un extérieur froid », il fut enterré au cimetière du Père-Lachaise,.

## Principales publications
- Les Arts et la poésie à Sparte, sous la législation de Lycurgue, 1853.
- L’Acropole d’Athènes, 1853-1854 (2 vol.).
- Études sur le Péloponnèse, 1855.
- Les Monnaies d’Athènes, 1858.
- L’Architecture au siècle de Pisistrate, 1860.
- Fouilles à Carthage, 1861.
- Phidias, drame antique, 1863.
- Auguste, sa famille et ses amis, 1867.
- Causeries sur l’art, 1867.
- Histoire de l’art grec avant Périclès, 1868.
- Tibère et l’héritage d’Auguste, 1868.
- Le Sang de Germanicus, 1869.
- Titus et sa dynastie, 1870.
- Le Drame du Vésuve, 1872.
- Fouilles et découvertes résumées et discutées en vue de l’histoire de l’art, 1876 (2 vol.)